# Iglesia de San Pedro Apóstol (Amárita)
La iglesia de San Pedro Apóstol es un templo situado en el concejo de Amárita, en el municipio alavés de Vitoria.

## Descripción

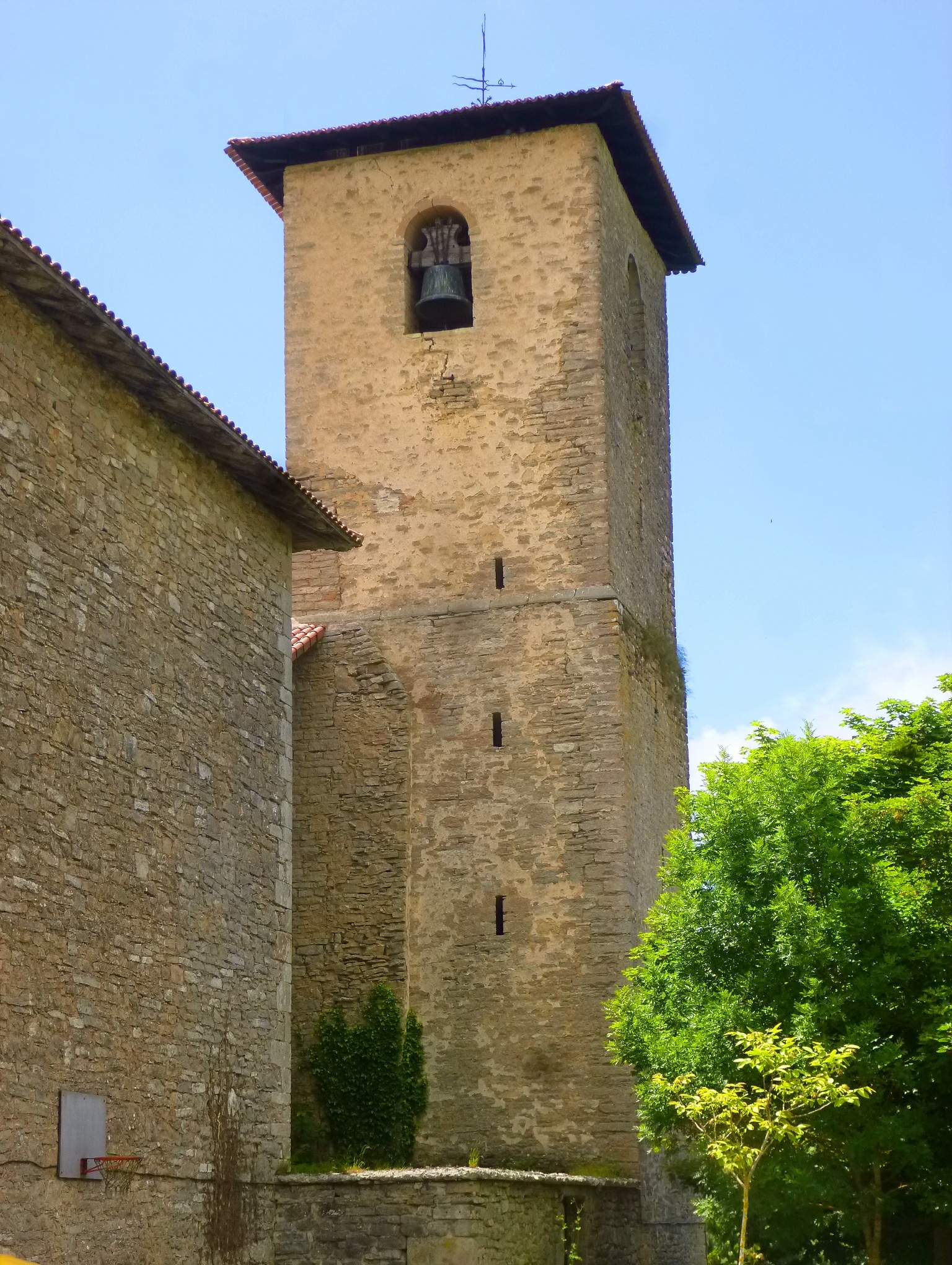
La torre campanario de la iglesia

Se menciona como iglesia parroquial del lugar en el Diccionario geográfico-estadístico-histórico de España y sus posesiones de Ultramar de Pascual Madoz, donde se asegura que, a mediados del siglo XIX, estaba «servida por dos beneficiados». Décadas después, ya en el siglo XX, Vicente Vera y López vuelve a reseñarla en el tomo de la Geografía general del País Vasco-Navarro dedicado a Álava, en el que se describe como «de categoría rural de segunda clase», con advocación a San Pedro y perteneciente al arciprestazgo de Gamboa.
Los registros sacramentales de bautismos, matrimonios y decesos generados por la parroquia de San Pedro Apóstol desde el siglo XV hasta el final del XIX se conservan con los del resto de iglesias de la provincia en el Archivo Histórico Diocesano de Vitoria, donde pueden consultarse.